# 高山山芥
高山山芥（学名：Barbarea arisanense）为十字花科山芥屬下的一个种。

## 扩展阅读
- 維基物種上的相關：高山山芥